# Gradina (Kosore)
Gradina, arheološko nalazište u istočnom dijelu sela Kosore kod Vrlike.

## Opis
Prapovijesno utvrđeno naselje „Gradina“ nalazi se u istočnom dijelu sela Kosore kod Vrlike na tzv. Kosorskoj glavici. Prostrani ovalni plato površine oko 80 – 90 m x 50 m je sa svih strana okružen suhozidnim bedemima od kojih su danas ostali visoki i široki nasipi. U jugoistočnom kutu bedema je veće četvrtasto proširenje-vjerojatno kula. Mjestimično se i na ostatku bedema vide tragovi zidanja što upućuje i na kasnije preinake na bedemima. S obzirom na tragove zidanja po bedemima „Gradina“ je nakon svoje prapovijesne faze vjerojatno ponovo aktivirana tijekom kasne antike. S njenog platoa se vrlo dobro nadzire široki prostor oko gornjeg toka rijeke Cetine.

## Zaštita
Pod oznakom Z-3014 zavedena je kao nepokretno kulturno dobro – pojedinačno, pravna statusa zaštićena kulturnog dobra, klasificirano kao "arheološka baština".